# Dame d'atours

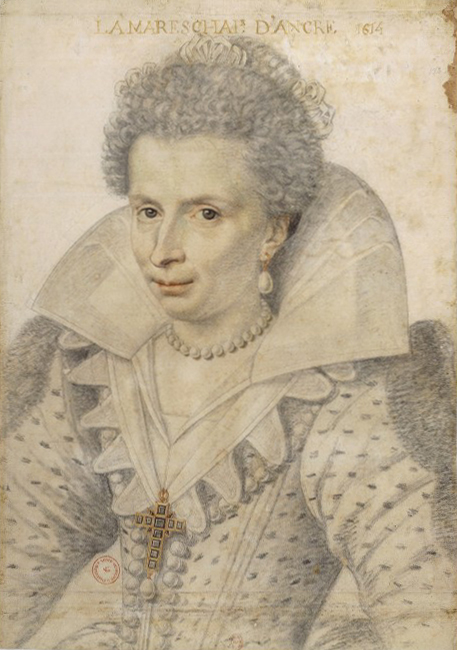
Léonora Dori « Galigaï » par Daniel Dumonstier.

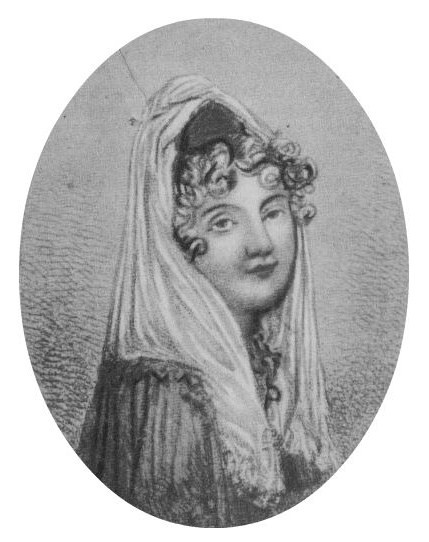
Émilie de Beauharnais.

Une dame d'atours est une dame de la cour de France, proche du couple royal, qui occupe le troisième rang de la Maison de la Reine après la Surintendante de la Maison de la reine et la Première dame d'honneur. La dame d'atours a la charge de la garde-robe, de la Première femme de Chambre et des femmes de chambre. Elle supplée la Première dame d'honneur en son absence. Dès lors que François Ier instaure l'inaliénabilité des joyaux de la Couronne de France, la responsabilité des joyaux reçus par la reine revient à sa dame d'atour, en extension à la charge de la garde-robe.

## Dames d'atours de la reine

### Catherine de Médicis (1519-1589)
- 1547-1549 : Marie-Catherine Pierrevive[3]
- 1549-1552 : Jacqueline de l'Hospital, dame d'Aisnay[4]
- 1552-1581 : Madeleine Buonaiuti[5],[6]
- 1581-? : Charlotte de Sauve[4]

### Marie Stuart (1542-1587)
- 1559-1561 : Guyonne de Breuil

### Élisabeth d'Autriche (1554-1592)
- 1570-1574 : Marguerite de La Marck-Arenberg [7]
- Catherine de Sousmoulins, dame de Frozes [4]

### Louise de Lorraine-Vaudémont (1553-1601)
- 1575-1590 : Louise de La Béraudière du Rouhet

### Marie de Médicis (1575-1642)
- 1601-1617 : Léonora Dori[8]
- 1619-1625 : Nicole du Plessis de Mailly
- 1625-1631 : Marie-Madeleine de Vignerot d'Aiguillon

### Anne d'Autriche (1601-1666)
- 1615-1619 : Luisa de Osorio (simultanément avec de Luynes)[9]
- 1615-1626 : Antoinette d'Albert de Luynes
- 1626-1626 :  Marie-Catherine de La Rochefoucauld
- 1626-1630 : Madeleine de Silly
- 1630-1657 : Catherine Le Voyer de Lignerolles[10]
- 1657-1666 : Louise Boyer

### Marie-Thérèse d'Autriche (1638-1683)
- 1660-1683 : Anne-Marie de Beauvilliers

### Marie Leszczynska (1703-1768)
- 1725-1731 : Anne-Marie-Françoise de Sainte-Hermine
- 1731-1742 : Françoise de Mailly
- 1742-1768 : Amable-Gabrielle de Noailles

### Marie-Antoinette d'Autriche (1755-1793)
- 1770-1771 : Amable-Gabrielle de Noailles
- 1771-1775 : Adélaïde-Diane-Hortense Mancini-Mazarin
- 1775 : Laure-Auguste de Fitz-James
- 1775-1781 : Marie-Jeanne de Talleyrand-Périgord
- 1781-1791 : Geneviève de Gramont

### Joséphine de Beauharnais (1763-1814)
- 1804-1809 : Émilie de Beauharnais

### Marie-Louise d'Autriche (1791-1847)
- 1810-1814 : Jeanne-Charlotte Papillon d'Auteroche

## Autres dames d'atours

### Élisabeth-Charlotte de Bavière (1652-1722)
- 1678-1689 : Marie de Durfort
- 1689-1722 : Anne de Foudras

### Marie-Anne de Bavière (1660-1690)
- 1680-1690 : Madeleine de Laval-Bois-Dauphin, maréchale de Rochefort (épouse de Henri Louis d'Aloigny)
- 1680-1690 : Françoise d'Aubigné (seconde dame d'atours)

### Françoise-Marie de Bourbon (1677-1749)
- 1692-1696 : Anne-Marie-Françoise de Sainte-Hermine
- 1696-1718 : Marie-Élisabeth de Rochechouart de Mortemart, marquise de Castries (fille de Louis Victor de Rochechouart de Mortemart, cousine de la duchesse)
- 1718-1727 : Marie-Anne d'O, marquise d'Epinay
- 1727-1749 : Gabrielle-Françoise d'O, marquise de Clermont-Gallerande (sœur de la précédente)

### Marie-Adélaïde de Savoie (1685-1712)
- 1697-1712 : Anne-Marie-Françoise de Sainte-Hermine

### Marie-Thérèse d'Espagne (1726-1746)
- 1745-1746 : Diane-Adélaïde de Mailly-Nesle

### Marie-Josèphe de Saxe (1731-1767)
- 1747-1767 : Diane-Adélaïde de Mailly-Nesle

### Marie-Joséphine de Savoie (1753-1810)
- 1770-1772 : Marie-Christine-Chrétienne de Rouvroy de Saint-Simon
- 1772-1779 : Philippine-Louise de Noailles, duchesse de Lesparre (fille de Catherine de Cossé-Brissac)
- 1779-1802 : Anne Nompar de Caumont

### Élisabeth de France (1764-1794)
- 1776-1792 : Bonne Marie Félicité de Montmorency-Luxembourg